# Frank Sully
Pour les articles homonymes, voir Sully.
Frank Sully est un acteur américain, né Frank Thomas Sullivan le 17 juin 1908 à Saint-Louis (Missouri), mort le 17 décembre 1975 à Los Angeles — Quartier de Woodland Hills (Californie).

## Biographie
Sous le nom de scène de Frank Sully, il contribue — comme second rôle de caractère ou dans des petits rôles non crédités — à deux-cent-vingt-quatre films américains (y compris des westerns), les trois premiers sortis en 1934, dont Caravan d'Erik Charell (avec Charles Boyer et Loretta Young). Le dernier est Funny Girl de William Wyler (avec Barbra Streisand et Omar Sharif), sorti en 1968.
Entretemps, citons Les Raisins de la colère de John Ford (1940, avec Henry Fonda et Jane Darwell), Le Grand Bill de Stuart Heisler (1945, avec Gary Cooper et Loretta Young), ou encore Le Cavalier de la mort d'André De Toth (1951, avec Randolph Scott et Joan Leslie).
Pour la télévision, Frank Sully collabore à soixante-huit séries jusqu'en 1967, la première étant The Lone Ranger, avec un épisode diffusé en 1950. Par la suite, mentionnons Maverick (quatre épisodes, 1957-1961), Alfred Hitchcock présente (deux épisodes, 1959-1961) et Le Virginien (vingt-cinq épisodes, 1963-1967).

## Filmographie partielle

### Cinéma
- 1934 : Cœur de tzigane (Caravan) d'Erik Charell : un soldat hongrois
- 1935 : Mary Burns, la fugitive (Mary Burns, Fugitive) de William K. Howard : Steve
- 1936 : En suivant la flotte (Follow the Fleet) de Mark Sandrich : Un matelot
- 1936 : Furie (Fury) de Fritz Lang : Un dynamiteur
- 1936 : Théodora devient folle (Theodora Goes Wild) de Richard Boleslawski : Clarence
- 1937 : La Furie de l'or noir (High, Wide and Handsome) de Rouben Mamoulian : Gabby Johnson
- 1937 : Capitaines courageux (Captains Courageous) de Victor Fleming : Le chauffeur de taxi
- 1937 : La Fille de Shanghai (Daughter of Shanghai) de Robert Florey : Jake Kelly
- 1938 : Pilote d'essai (Test Pilot) de Victor Fleming : Un pilote au café
- 1938 : Monsieur Tout-le-monde (Thanks for Everything) de William A. Seiter : Lem Slininger
- 1939 : Some Like It Hot de George Archainbaud : Le matelot Burke / Le cadavre vivant
- 1939 : The Night of Nights de Lewis Milestone
- 1939 : Nick joue et gagne (Another Thin Man) de W. S. Van Dyke : Pete
- 1940 : Escape to Glory de John Brahm : Tommy Malone
- 1940 : Jeunesse (Young People) d'Allan Dwan : Jeb
- 1940 : Les Raisins de la colère (The Grapes of Wrath) de John Ford : Noah Joad
- 1940 : Le docteur se marie (The Doctor Takes a Wife) d'Alexander Hall : Louie Slapcovitch
- 1940 : Et l'amour vint... (He Stayed for Breakfast) d'Alexander Hall : le boucher
- 1941 : Son patron et son matelot (A Girl, a Guy and a Gob) de Richard Wallace : Salty
- 1941 : Let's Go Collegiate de Jean Yarbrough : Hercule « Herk » Bevans
- 1941 : L'amour vient en dansant (You'll Never Get Rich) de Sidney Lanfield : Un soldat gardant Robert
- 1941 : Jimmy s'en va-t-en guerre (You're in the Army Now) de Lewis Seiler : Hog Caller
- 1941 : Échec à la Gestapo (All Through the Night) de Vincent Sherman : Spence
- 1942 : Qui perd gagne (Rings on Her Fingers) de Rouben Mamoulian : Le chauffeur de taxi
- 1942 : Inside the Law (en) d'Hamilton MacFadden : Jim Burke
- 1942 : La Glorieuse Parade (Yankee Doodle Dandy) de Michael Curtiz : Un recruteur de l'armée
- 1942 : Le Château des loufoques (The Boogie Man Will Get You) de Lew Landers
- 1942 : Ma sœur est capricieuse (My Sister Eileen) d'Alexander Hall : Jenson
- 1943 : Plus on est de fous (The More the Merrier) de George Stevens : L'agent du FBI Pike
- 1943 : Dangerous Blondes de Leigh Jason
- 1943 : La Parade aux étoiles (Thousands Cheer) de George Sidney : Alan
- 1943 : They Got Me Covered de David Butler
- 1944 : Deux Jeunes Filles et un marin (Two Girls and a Sailor) de Richard Thorpe : Soldat Adams
- 1944 : Les Saboteurs (Secret Command) d'A. Edward Sutherland :
- 1945 : Le Grand Bill (Along Came Jones) de Stuart Heisler : Avery de Longpre
- 1946 : Les Indomptés (Renegades) de George Sherman
- 1946 : The Gentleman Misbehaves de George Sherman
- 1946 : Boston Blackie and the Law (en) de D. Ross Lederman : Sergent Matthews
- 1946 : Talk About a Lady de George Sherman : Rocky Jordan
- 1946 : It's Great to Be Young de Del Lord : Burkett
- 1947 : Les Corsaires de la terre (Wild Harvest) de Tay Garnett : Nick
- 1948 : Gun Smugglers de Frank McDonald : Caporal Clancy
- 1949 : Le Traquenard (Trapped) de Richard Fleischer : Le barman Sam
- 1950 : Une rousse obstinée (The Reformer and the Redhead) de Melvin Frank et Norman Panama : Le policier Joe
- 1950 : Les Requins du Pacifique (Killer Shark) de Oscar Boetticher
- 1950 : Le Marchand de bonne humeur (The Good Humor Man) de Lloyd Bacon
- 1951 : La Charge victorieuse (The Red Badge of Courage) de John Huston : Un vétéran
- 1951 : Le Cavalier de la mort (Man in the Saddle) d'André de Toth : Lee Repp
- 1951 : Symphonie en 6.35 (Behave Yourself) de George Beck : Le chauffeur de taxi de Bill
- 1951 : Le Grand Attentat (The Tall Target) d'Anthony Mann : Un messager du télégraphe
- 1952 : Mutinerie à bord (Mutiny) d'Edward Dmytryk : Un membre de l'équipage
- 1952 : Mademoiselle Gagne-Tout (Pat and Mike) de George Cukor : Un photographe
- 1953 : Take Me to Town de Douglas Sirk
- 1953 : J'ai vécu deux fois (Man in the Dark) de Lew Landers : Le chauffeur de taxi
- 1953 : Éternels Ennemis (Bad for Each Other) d'Irving Rapper : Tippy Kashko
- 1954 : La Grande Bataille (Battle of Rogue River) de William Castle : Soldat Kohler
- 1954 : Quatre Étranges Cavaliers (Silver Lode) d'Allan Dwan : Le télégraphiste Paul Herbert
- 1954 : La Bataille de Rogue River (The Battle of Rogue River) de William Castle : privé Kohler
- 1955 : Tornade sur la ville (The Man from Bitter Ridge) de Jack Arnold : Billy Bundy
- 1955 : Les Forbans (The Spoilers) de Jesse Hibbs : Un mineur
- 1956 : L'Extravagante Héritière (You Can't Run Away from It) de Dick Powell : Red
- 1956 : La Loi du Seigneur (Friendly Persuasion) de William Wyler : Un pilleur rebelle
- 1956 : The Desperados Are in Town de Kurt Neumann
- 1957 : Rockabilly Baby (en) de William F. Claxton : Bum
- 1958 : La Dernière Fanfare (The Last Hurrah) de John Ford : Le lieutenant des pompiers
- 1959 : Le Shérif aux mains rouges (The Gunfight at Dodge City) de Joseph M. Newman : Un ivrogne
- 1963 : Bye Bye Birdie de George Sidney : Le barman chez Maude
- 1966 : Alvarez Kelly d'Edward Dmytryk : Un prisonnier
- 1968 : Funny Girl de William Wyler : Le barman

### Séries télévisées
- 1950 : The Lone Ranger
  - Saison 2, épisode 3 Dead Man's Chest : Clem Hart
- 1955 : Rintintin (The Adventures of Rin Tin Tin)
  - Saison 1, épisode 34 Seul sur la route indomptée (The Lonesome Road) : Le détective
- 1956 : Le Choix de... (Screen Directors Playhouse)
  - Saison unique, épisode 21 It's a Most Unusual Day de Claude Binyon : Le chauffeur de la Husky
- 1956 : La Flèche brisée (Broken Arrow)
  - Saison 1, épisode 8 Justice de John English : Le télégraphiste
- 1956-1958 : Badge 714 (Dragnet)
  - Saison 6, épisode 3 The Big Beer (1956) : rôle non spécifié
  - Saison 7, épisode 35 The Big Perfume Bottle (1958) : rôle non spécifié
- 1957-1958 : Sugarfoot
  - Saison 1, épisode 8 The Stallion Trail (1957 - Frank, le barman) d'Edward Bernds et épisode 19 The Bullet and the Cross (1958 - Un citoyen)
- 1957-1961 : Cheyenne
  - Saison 2, épisode 16 The Brand (1957) : Le barman
  - Saison 6, épisode 2 Trouble Street (1961) : Le guichetier
- 1957-1961 : Maverick
  - Saison 1, épisode 1 War of the Silver Kings (1957 - Arthur, le barman du Echo Springs) de Budd Boetticher et épisode 2 Point Blank (1957 - Un joueur de poker) de Budd Boetticher
  - Saison 2, épisode 2 The Lonesome Reunion (1958) de Richard L. Bare : Un citoyen
  - Saison 4, épisode 19 Dutchman's Gold (1961) de Robert Douglas : Le barman
- 1958-1959 : Perry Mason, première série
  - Saison 1, épisode 37 The Case of the Black-Eyed Blonde (1958) : Un policier
  - Saison 3, épisode 7 The Case of the Golden Fraud (1959) : Un vendeur de journaux
- 1958-1962 : La Grande Caravane (Wagon Train)
  - Saison 1, épisode 25 The Marie Dupree Story (1958) : Pietro Vandero
  - Saison 5, épisode 17 The Malachi Hobart Story (1962) de David Butler : Un membre du convoi
- 1959 : L'Homme à la carabine (The Rifleman)
  - Saison 1, épisode 27 The Wrong Man d'Arnold Laven : L'aboyeur du carnaval
- 1959 : 77 Sunset Strip
  - Saison 1, épisode 31 Downbeat : Un garde-frontière
- 1959 : Johnny Staccato
  - Saison unique, épisode 1 La Vérité nue (The Naked Truth) de Joseph Pevney : Le veilleur de nuit
- 1959-1960 : Au nom de la loi (Wanted : Dead or Alive)
  - Saison 2, épisode 16 L'Illusionniste (Vanishing Act, 1959 - Un citoyen) de Don McDougall et épisode 23 Le Gang Bender (Tolliver Bender, 1960 - Un citoyen) de George Blair
- 1959-1961 : Alfred Hitchcock présente (Alfred Hitchcock Presents)
  - Saison 5, épisode 3 Appointment at Eleven (1959) de Robert Stevens : Le joueur de piano
  - Saison 6, épisode 21 The Kiss-Off (1961) d'Alan Crosland Jr. : Le réceptionniste
- 1960 : Laramie
  - Saison 1, épisode 19 The Legend of Lily de Lesley Selander : Un citoyen
- 1961 : Échec et mat (Checkmate)
  - Saison 1, épisode 16 Hour of Execution de John English : Un messager
- 1962 : Suspicion (The Alfred Hitchcock Hour)
  - Saison 1, épisode 9 The Black Curtain de Sydney Pollack : L'ivrogne
- 1963-1967 : Le Virginien (The Virginian)
  - Saisons 1 à 6, 25 épisodes : Danny, le barman (sauf 2 épisodes)
- 1967 : Les Mystères de l'Ouest (The Wild Wild West)
  - Saison 2, épisode 28 La Nuit des bandits (The Night of the Bogus Bandits) : Le télégraphiste